# Лопча (посёлок)
Ло́пча — посёлок в Тындинском районе Амурской области России. Образует сельское поселение Лопчинский сельсовет.
Посёлок Лопча, как и весь Тындинский район, приравнен к районам Крайнего Севера.

## География
Расположен в 166 км к западу от районного центра, города Тында, на Байкало-Амурской магистрали, на правом берегу реки Нюкжа. В окрестностях посёлка слева в Нюкжу впадает река Лопча.
В западном направлении от пос. Лопча идёт дорога к пос. Чильчи.

## Инфраструктура
- Станция Лопча; с 1997 года восточный участок БАМа относится к Дальневосточной железной дороге.

## Население
| 2002 | 2010 | 2012 | 2013 | 2014 | 2015 | 2016 |
| ---- | ---- | ---- | ---- | ---- | ---- | ---- |
| 594  | ↘504 | ↘477 | ↘465 | ↘447 | ↘442 | ↘419 |
| 2017 | 2018 |      |      |      |      |      |
| ↘402 | ↘401 |      |      |      |      |      |